# シュタルンベルク湖
シュタルンベルク湖（ドイツ語: Starnberger See、[ˈʃtaʁnbɛʁɡɐ ˌzeː] ( 音声ファイル)、英語: Lake Starnberg）は、ドイツ・バイエルン州の南部に位置する湖で、大きさは同国第4位である。
また、ヴュルム湖（Würm See）とも呼ばれ、最終氷期のヴュルム氷期の由来ともなっている。
バイエルン州宮殿・庭園・湖管理局が管理している。1976年以降、ラムサール条約により保護されている。

## 概要
湖の周囲の街は、北側にシュタルンベルク、南側にゼースハウプト、西側にトゥツィングがある。
ノイシュヴァンシュタイン城の建設で有名なルートヴィヒ2世は、1886年6月13日にこの湖で医師のベルンハルト・フォン・グッデンと共に水死体となって発見された。
アルプスの氷河によって形成された。南北21km、東西3-5kmの規模。湖畔にはヨシ原があり、1976年にラムサール条約登録地となった。
湖上にはローゼン島と呼ばれる小さな島がある。ローゼン島には、UNESCOが世界遺産としたアルプス山脈周辺の先史時代の杭上住居群の一つである先史時代の杭上住居遺跡がある他、ルートヴィヒ2世の別荘がある。

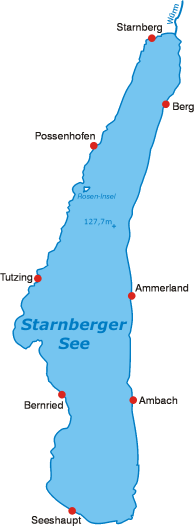
シュタルンベルク湖の地図

## アクセス
- ミュンヘン - ガルミッシュ＝パルテンキルヒェン線